# Tommy Nilsson
Tommy Nilsson (Stockholm, 1960. március 11. –) svéd énekes, dalszerző és színész.

## Élete
Az 1970-es évek végén a Horizont nevű heavy metal zenekar tagja volt. Első nagyobb sikere a No Way No How c. száma volt 1981-ben, melyből a kislemez 1 millió, az album pedig 200 000 példányban fogyott. Második, 1982-ben lemezén a dalokat már maga Tommy Nilsson és Alex R Contanstinos szerezték. Két évnyi Franciaország és az Egyesült Államok közötti ingázás után visszatért Svédországba, majd belépett az Easy Action nevű együttesbe. A zenekar feloszlása után Tommy Nilsson szólókarrierbe kezdett, 1989-ben az Eurovíziós Dalfesztiválon képviselte Svédországot az En dag (Egy napon) c. számmal, mellyel negyedik helyezést ért el. 1988-ban elnyerte a legjobb svéd férfi előadó díját. 1990-ben a Follow the Road c. albuma aranylemez, 2001-ben pedig az En samling 1981-2001 című válogatása platinalemez lett Svédországban. Nilsson dolgozott a svéd televíziónál is, rajzfilmeket szinkronizált és számos színdarabban is játszott. 2005-ben Tiden före nu c. albuma rögtön a megjelenése után második helyezést ért el a svéd slágerlistákon.
2007-ben az Eurovíziós Dalfesztivál svéd előválogatásán szerepelt, a Jag tror på människan (Hiszek az emberekben) c. dalával, ez a svéd slágerlistákon kilencedik helyezést ért el.
Tommy Nilsson felesége Malin Berghagen színésznő, Lars Berghagen énekes lánya.

## Lemezei

### Nagylemezek
- 1982 - Tommy Nilsson
- 1988 - It!
- 1990 - Follow the Road
- 1994 - En kvinnas man
- 1996 - Så nära
- 1999 - Fri att vara här
- 2005 - Tiden före nu

### Kislemezek
- 1981 - In The Mean Meantimes / No Way No How
- 1981 - Radio Me
- 1987 - Allt som jag känner (Tone Norummal)
- 1987 - My Summer With You (Tone Norummal)
- 1988 - Miss My Love
- 1988 - Maybe We're About To Fall In Love
- 1989 - En dag
- 1989 - Time (Zemya Hamiltonnal)
- 1990 - Too Many Expectations
- 1990 - Looking Through the Eyes of a Child
- 1990 - Don't Walk Away
- 1991 - Long Lasting Love
- 1994 - Öppna din dörr
- 1994 - En kvinnas man
- 1994 - Lämnar du mig
- 1994 - Marianne
- 1996 - Dina färger var blå
- 1996 - Om jag är den du vill ha
- 1996 - Å så nära
- 1996 - Du är för mig
- 1999 - Här är jag nu
- 1999 - Din skugga på mitt täcke
- 2001 - När du är här
- 2002 - Nu är tid att leva (Åsa Jinderrel)
- 2005 - Amelia
- 2005 - Allt ditt hjärta är
- 2006 - Vi brann
- 2007 - Jag tror på människan